# Puente del Papa
El puente del Papa es un puente peatonal en Monterrey, México que cruza el seco Río Santa Catarina y que fue inaugurado el 15 de octubre de 1976. Su nombre se debe a la visita del Papa Juan Pablo II a la ciudad el 31 de enero de 1979 en su primer viaje internacional. La gente lo recibió en el lecho del río y el papa estaba sobre el puente.

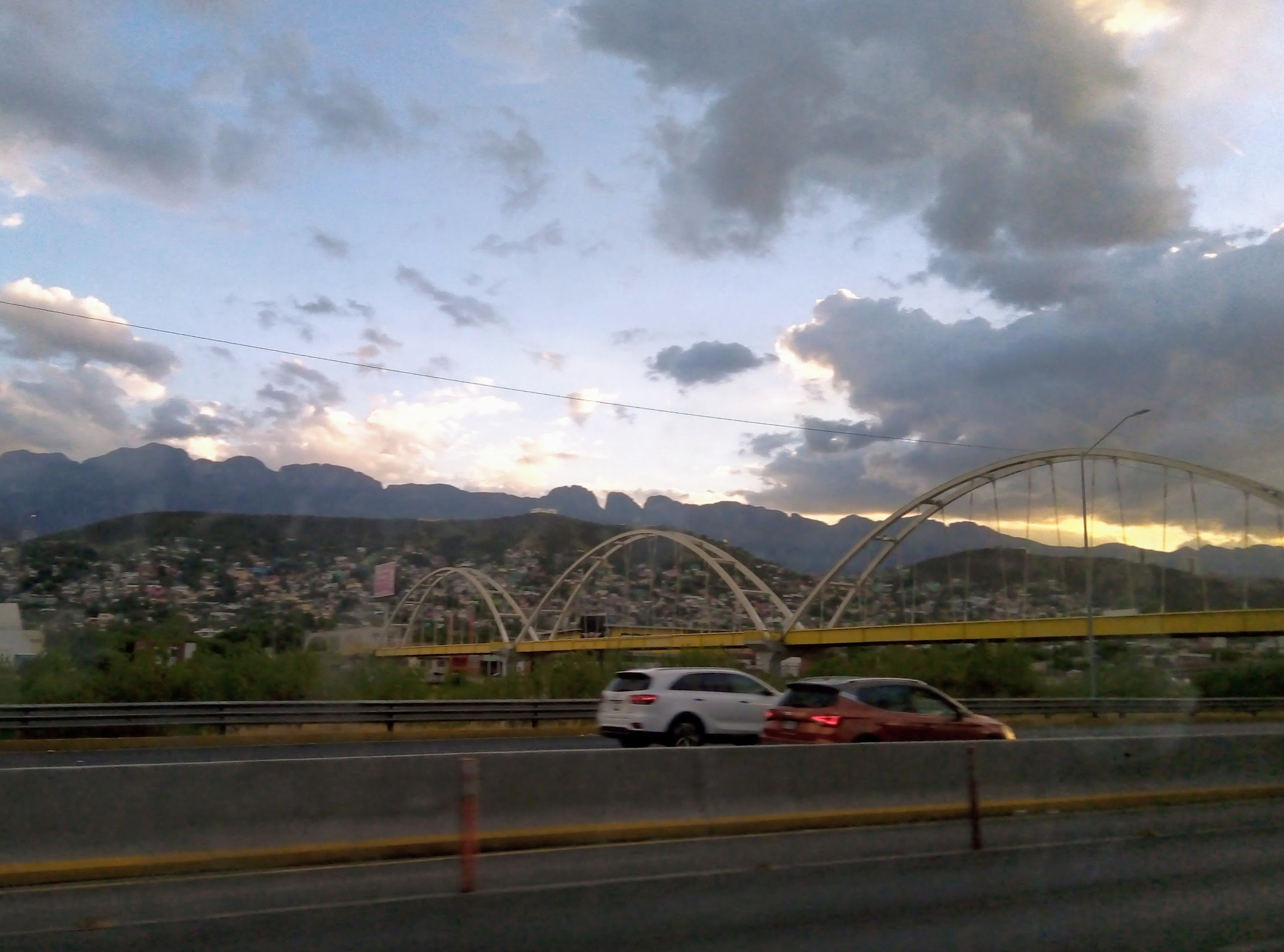
Puente del Papa en 2021

Debajo del puente se encontraba un mercado que llevaba el mismo nombre.
El puente se llamaba "Puente San Luisito", pues conectaba el centro de Monterrey con el Barrio San Luisito (ahora colonia Independencia).
Antes hubo otros puentes que conectaban al centro de Monterrey con la colonia San Luisito o Independencia, uno de ellos diseñado por el arquitecto inglés radicado en San Antonio, Texas, Alfred Giles. Este puente, como los demás, fue destruido por la corriente del Río Santa Catarina durante una de las inundaciones que afectaron a la ciudad antes de que se canalizara el río.